# Kirmir Çayı
Der Kirmir Çayı ist ein rechter Nebenfluss des Sakarya in Zentralanatolien.
Der Kirmir Çayı entsteht am Zusammenfluss von Bulak Çayı und Bayındır Çayı.
Er fließt in überwiegend westlicher Richtung durch den Norden der Provinz Ankara. Etwa einen Kilometer südlich des Flusslaufs befindet sich die Kreisstadt Güdül.
15 km südöstlich von Beypazarı treffen die Nebenflüsse Süveri Çayı von rechts und İlhan Çayı von links auf den Kirmir Çayı.
Der Fluss mündet schließlich nach weiteren 25 km in das östliche Ende des Sarıyar-Stausees, der vom Sakarya durchflossen wird. Der Kirmir Çayı hat eine Länge von ca. 100 km. Rechnet man den Flusslauf ab Kizilcahamam, wo sich der Bulak Çayı mit dem Sey Çayı vereinigt hinzu, beträgt die Flusslänge 130 km.